# سی دی کریسپ
سی دی کریسپ (انگلیسی: C. D. Crisp; ۱ ژانویهٔ ۱۸۶۴ – ۱ ژانویهٔ ۱۹۵۶) بازیکن فوتبال بود.